# Ribautodelphax nevadensis
Ribautodelphax nevadensis är en insektsart som beskrevs av Bierman 1987. Ribautodelphax nevadensis ingår i släktet Ribautodelphax och familjen sporrstritar.
Artens utbredningsområde är Spanien. Inga underarter finns listade i Catalogue of Life.